# Ґарспяуніс
Ґарспяуніс (Garspjaunis) — хутір у Литві, Расейняйський район, Немакщяйське староство, розташоване за 6 км від села Немакщяй. 2001 року на хуторі проживало 4 людей. Неподалік розташоване село Алгеняй.

## Принагідно
- Garspjaunis [Архівовано 13 травня 2016 у Wayback Machine.]

| Литва | Це незавершена стаття з географії Литви. Ви можете допомогти проєкту, виправивши або дописавши її. |